# Juan Pietri
Juan Pietri Pietri (Río Caribe, Estado Sucre, Venezuela, 28 de septiembre de 1849-Caracas, Venezuela, 28 de mayo de 1911) fue un médico, militar y político venezolano que fue ministro de Hacienda y vicepresidente de Venezuela durante la dictadura de Juan Vicente Gómez.

## Vida
Fue hijo de Andrés Antonio Pietri Bonifacio y Catalina Pietri Franceschi. Estudió en Francia, donde ejerció como médico. En 1883 nació su hija Catalina Pietri en París.
En Francia cursó estudios científicos, graduándose de bachiller en letras y luego de doctor en Medicina y Cirugía, comenzando a ejercer su profesión en el hospital San Luis de París. En 1887 regresó a Venezuela, revalidando su título en la Universidad Central de Venezuela y convirtiéndose en uno de sus catedráticos, actividad que compartió con el ejercicio de su profesión.
En Venezuela participó en la Revolución Legalista. Fue opositor a la dictadura de Cipriano Castro por lo que es encarcelado en varias oportunidades. Fue amigo personal de Juan Vicente Gómez, animándolo a derrocar a Cipriano Castro en el Golpe de Estado en Venezuela de 1908.
Fue presidente del Concejo de gobierno, ministro de Hacienda y posteriormente vicepresidente de la república hasta 1911, cuando murió en el cargo. Fue, a su vez, abuelo del futuro ministro Arturo Uslar Pietri.